# Copa Mundial de Sóftbol Masculino Sub-23 de 2023
La Copa Mundial de Sóftbol Masculino Sub-23 de 2023 fue la primera edición del nuevo torneo de la Confederación Mundial de Béisbol y Sóftbol, celebrado en la ciudad argentina de Paraná, del 15 al 23 de abril de 2023. Fue creado para cerrar la brecha entre la Copa Mundial de Sóftbol Masculino Sub-18 y el mundial de mayores. 
Inicialmente dispuesto a celebrarse en 2022, tuvo un retraso y no fue celebrado hasta 2023. La selección de Australia se consagró como primer campeón mundial de la categoría, al doblegar a su similar de Japón 1:0 en la final.

## Elección de la sede
El 5 de mayo de 2020, la Confederación Mundial de Béisbol y Sóftbol anunció que los derechos de acogida de la Copa Mundial de Sóftbol Masculino Sub-23 habían sido otorgados a Argentina. Esta sería la segunda competición mundial de sóftbol organizada por la nación sudamericana, después del IX Campeonato Mundial de Sóftbol Masculino Sub-18 de 2012 que se celebró en Paraná, considerada como la "Capital Nacional" del sóftbol argentino.
El evento, originalmente programado para realizarse del 22 al 30 de octubre de 2022 en Paraná, Argentina, se retrasó anteriormente debido a varias razones. El proceso de licitación para albergar la Copa Mundial de Sóftbol Masculino Sub-23 inaugural fue reabierto, y todas las naciones (incluida Argentina) tuvieron la oportunidad de enviar su propuesta a la WBSC para organizar el evento mundial. Con el aplazamiento del evento, la División de Sóftbol de la WBSC recomendó ampliar la elegibilidad de edad, permitiendo que todos los jugadores que hubieran sido elegibles para participar en 2022 representen a su país en el torneo de 2023, lo que fue aprobado por la Junta Ejecutiva de la WBSC.
Finalmente, el 29 de marzo de 2023 se confirmaría a Paraná como anfitrión del evento inaugural. 
| Paraná, Argentina                                     | Paraná, Argentina  |
| ----------------------------------------------------- | ------------------ |
| Estadio Mundialista de Sóftbol Ing. Nafgaldo Cardgnel | Estadio El Plumazo |
|                                                       |                    |
| Capacidad: 400 (permanente) 4000 (temporal)           | Capacidad:         |

## Formato de competición
El torneo está pactado para celebrar una Ronda de Apertura donde los equipos participantes serán divididos en dos grupos, y jugarán todos contra todos los rivales del grupo a una vuelta. 
Después de la Ronda de Apertura, los tres mejores equipos de cada grupo jugarán en la Súper Ronda. Los equipos en primer y segundo lugar en la Súper Ronda jugarán la Final de la Copa Mundial y los equipos en tercer y cuarto lugar jugarán el juego de la medalla de bronce. 
Asimismo, los tres últimos equipos de cada grupo de la Ronda de Apertura, pasarán a la Ronda de Clasificación para definir las ubicaciones del séptimo al décimo segundo puesto.
Este es el último torneo de Mizuno M150 Softballs. Este modelo será reemplazado por el modelo más sostenible M170 a partir de la Etapa de Grupos de la Copa Mundial de Sóftbol Femenino de 2024 a finales de este año. El M150 fue el sóftbol oficial de las últimas tres competencias de sóftbol de los Juegos Olímpicos: Atenas 2004, Beijing 2008 y Tokio 2020.

## Clasificación y equipos participantes
Con el formato aprobado de 12 equipos nacionales, la WBSC ha distribuido los cupos continentales de la siguiente manera:
- WBSC Africa 1 cupo:  Sudáfrica
- WBSC Américas 4 cupos:  Argentina,  México,  Venezuela,  Equipo WBSC
- WBSC Asia 2 cupos:  Japón,  Singapur
- WBSC Europe 2 cupos:  República Checa,  Dinamarca,  Israel
- WBSC Oceanía 2 cupos;  Nueva Zelanda,  Australia
- Wild card 1 cupo:  Canadá

Los participantes fueron determinados a través de los campeonatos continentales. 
El equipo de Dinamarca a pesar de haber quedado en segundo lugar del campeonato europeo, renunció por cuestiones técnicas, y fue sustituido por el tercer lugar, Israel. 
Dado que el Comité Olímpico Nacional de Guatemala ha sido suspendido por el Comité Olímpico Internacional, los atletas guatemaltecos no pueden representar a su país ni competir bajo su bandera y nombre en eventos deportivos internacionales. Con respecto a los derechos de los atletas a participar en el Mundial, competirán bajo la bandera de la WBSC.
| Equipo          | Ranking | Participaciones anteriores | Mejor resultado |
| --------------- | ------- | -------------------------- | --------------- |
| Argentina       | 1       | Torneo nuevo               | Torneo nuevo    |
| Sudáfrica       | 11      | Torneo nuevo               | Torneo nuevo    |
| México          | 8       | Torneo nuevo               | Torneo nuevo    |
| Venezuela       | 9       | Torneo nuevo               | Torneo nuevo    |
| Equipo WBSC     | 13      | Torneo nuevo               | Torneo nuevo    |
| Japón           | 2       | Torneo nuevo               | Torneo nuevo    |
| Singapur        | 15      | Torneo nuevo               | Torneo nuevo    |
| República Checa | 5       | Torneo nuevo               | Torneo nuevo    |
| Israel          | 19      | Torneo nuevo               | Torneo nuevo    |
| Nueva Zelanda   | 4       | Torneo nuevo               | Torneo nuevo    |
| Australia       | 6       | Torneo nuevo               | Torneo nuevo    |
| Canadá          | 2       | Torneo nuevo               | Torneo nuevo    |

## Ronda de Apertura
Los partidos se celebraron del 15 al 19 de abril de 2023, repartidos entre ambas sedes. 

### Grupo A
| Pos | Equipo          | JJ | JG | JP | CA | CP | DC  | Dif | Calificación           |
| --- | --------------- | -- | -- | -- | -- | -- | --- | --- | ---------------------- |
| 1   | Australia       | 5  | 5  | 0  | 23 | 8  | +15 | -   | Súper Ronda            |
| 2   | México          | 5  | 4  | 1  | 27 | 17 | +10 | 1   | Súper Ronda            |
| 3   | Argentina       | 5  | 3  | 2  | 20 | 8  | +12 | 2   | Súper Ronda            |
| 4   | República Checa | 5  | 2  | 3  | 12 | 13 | -1  | 3   | Ronda de Clasificación |
| 5   | Sudáfrica       | 5  | 1  | 4  | 10 | 27 | -17 | 4   | Ronda de Clasificación |
| 6   | Singapur        | 5  | 0  | 5  | 14 | 33 | -19 | 5   | Ronda de Clasificación |

### Grupo B
| Pos | Equipo        | JJ | JG | JP | CA | CP | DC  | Dif | Calificación           |
| --- | ------------- | -- | -- | -- | -- | -- | --- | --- | ---------------------- |
| 1   | Japón         | 5  | 5  | 0  | 24 | 3  | +21 | -   | Súper Ronda            |
| 2   | Canadá        | 5  | 3  | 2  | 24 | 11 | +13 | 2   | Súper Ronda            |
| 3   | Nueva Zelanda | 5  | 3  | 2  | 28 | 13 | +15 | 2   | Súper Ronda            |
| 4   | Venezuela     | 5  | 3  | 2  | 13 | 15 | -2  | 2   | Ronda de Clasificación |
| 5   | Israel        | 5  | 1  | 4  | 8  | 33 | -25 | 4   | Ronda de Clasificación |
| 6   | Equipo WBSC   | 5  | 0  | 5  | 10 | 32 | -22 | 5   | Ronda de Clasificación |

Según criterios de desempate, las tres selecciones tienen una victoria en los juegos entre ellas, por lo que se acude a las carreras permitidas en los juegos entre ellas. Canadá permitió 3, Nueva Zelanda 7 y Venezuela 9, por lo que se ordenan así. 

## Ronda de Clasificación
Los partidos se celebraron del 20 al 22 de abril de 2023.
| Pos | Equipo          | JJ | JG | JP | CA | CP | DC  | Dif |
| --- | --------------- | -- | -- | -- | -- | -- | --- | --- |
| 1   | República Checa | 5  | 5  | 0  | 27 | 3  | +24 | -   |
| 2   | Venezuela       | 5  | 4  | 1  | 17 | 10 | +7  | 1   |
| 3   | Singapur        | 5  | 2  | 3  | 26 | 17 | +9  | 3   |
| 4   | Israel          | 5  | 2  | 3  | 14 | 28 | -14 | 3   |
| 5   | Equipo WBSC     | 5  | 1  | 4  | 10 | 28 | -18 | 4   |
| 6   | Sudáfrica       | 5  | 1  | 4  | 10 | 18 | -8  | 4   |

Según criterios de desempate, Singapur derrotó 6:1 a Israel, y Equipo WBSC 3:0 a Sudáfrica.

## Súper Ronda
Los partidos se celebraron del 20 al 22 de abril de 2023.
| Pos | Equipo        | JJ | JG | JP | CA | CP | DC  | Dif | Calificación |
| --- | ------------- | -- | -- | -- | -- | -- | --- | --- | ------------ |
| 1   | Japón         | 5  | 4  | 1  | 19 | 3  | +16 | -   | Final        |
| 2   | Australia     | 5  | 3  | 2  | 12 | 14 | -2  | 1   | Final        |
| 3   | México        | 5  | 3  | 2  | 12 | 13 | -1  | 1   | Tercer lugar |
| 4   | Argentina     | 5  | 3  | 2  | 17 | 9  | +8  | 1   | Tercer lugar |
| 5   | Canadá        | 5  | 1  | 4  | 7  | 16 | -9  | 3   |              |
| 6   | Nueva Zelanda | 5  | 1  | 4  | 12 | 24 | -12 | 3   |              |

Según criterios de desempate, Australia tiene dos victorias, México una y Argentina cero en los enfrentamientos entre ellos, por lo que se ordenan así. Además, Canadá derrotó 5:3 a Nueva Zelanda. 

## Ronda Final

### Tercer Lugar
| 23 de abril de 2023 | México | 1:10 | Argentina | Estadio Mundialista de Sóftbol Ing. Nafgaldo Cardgnel, Paraná |                                                        |
| 14:00               |        |      |           | Asistencia: 1740 espectadores Árbitro(s): Manuel Tovar        | Asistencia: 1740 espectadores Árbitro(s): Manuel Tovar |

### Final
| 23 de abril de 2023 | Japón | 0:1 | Australia | Estadio Mundialista de Sóftbol Ing. Nafgaldo Cardgnel, Paraná |                                                           |
| 17:15               |       |     |           | Asistencia: 1554 espectadores Árbitro(s): Nicolás Eleazar     | Asistencia: 1554 espectadores Árbitro(s): Nicolás Eleazar |

## Posiciones finales
La siguiente tabla muestra las posiciones finales de los equipos nacionales. 
| Pos | Equipo          | JG | JP | Resultado              |
| --- | --------------- | -- | -- | ---------------------- |
|     | Australia       | 7  | 2  | Medalla de oro         |
|     | Japón           | 7  | 2  | Medalla de plata       |
|     | Argentina       | 7  | 2  | Medalla de bronce      |
| 4   | México          | 6  | 3  | Cuarto lugar           |
| 5   | Canadá          | 3  | 5  | Súper Ronda            |
| 6   | Nueva Zelanda   | 4  | 4  | Súper Ronda            |
| 7   | República Checa | 5  | 3  | Ronda de Clasificación |
| 8   | Venezuela       | 5  | 3  | Ronda de Clasificación |
| 9   | Singapur        | 2  | 6  | Ronda de Clasificación |
| 10  | Israel          | 2  | 6  | Ronda de Clasificación |
| 11  | Equipo WBSC     | 1  | 7  | Ronda de Clasificación |
| 12  | Sudáfrica       | 1  | 7  | Ronda de Clasificación |

## Líderes individuales

### Bateo
| Estadística                                           | Jugador                           | Total/Avg |
| ----------------------------------------------------- | --------------------------------- | --------- |
| Average (mínimo 2.1 comparecencias al bate por juego) | Nery Arnaldo Jr. del Cid Natareno | .579      |
| Average (mínimo 2.1 comparecencias al bate por juego) | Koki Sato                         | .429      |
| Average (mínimo 2.1 comparecencias al bate por juego) | Jakub Hajny                       | .412      |
| Carreras impulsadas                                   | Jakub Hajny                       | 8         |
| Carreras impulsadas                                   | Brock Cody Evans                  | 8         |
| Carreras impulsadas                                   | Ean An Eu                         | 7         |
| Carreras impulsadas                                   | Ryan Jacob King                   | 7         |
| Home Runs                                             | Jakub Hajny                       | 3         |
| Home Runs                                             | 6 empatados                       | 2         |

### Pitcheo
| Estadística                                                           | Jugador                      | Total/Avg |
| --------------------------------------------------------------------- | ---------------------------- | --------- |
| Promedio de carreras limpias (mínimo 2.2 entradas lanzadas por juego) | Jonas Hajny                  | 0.72      |
| Promedio de carreras limpias (mínimo 2.2 entradas lanzadas por juego) | Juan José Pepe               | 0.78      |
| Promedio de carreras limpias (mínimo 2.2 entradas lanzadas por juego) | Jack Edward Besgrove         | 1.17      |
| Ponches                                                               | Jack Edward Besgrove         | 82        |
| Ponches                                                               | Juan José Pepe               | 45        |
| Ponches                                                               | Jakub Osiska                 | 42        |
| Juegos ganados                                                        | Jack Edward Besgrove         | 6         |
| Juegos ganados                                                        | José Gustavo Valdez Chaparro | 5         |
| Juegos ganados                                                        | Jonas Hajny                  | 3         |
| Juegos ganados                                                        | Taiga Onishi                 | 3         |

## Reconocimientos
| Reconocimiento      | Reconocimiento      | Jugador                  |
| ------------------- | ------------------- | ------------------------ |
| Jugador más valioso | Jugador más valioso | Jack Edward Besgrove     |
| Equipo Mundial      | Lanzador izquierdo  | Jack Edward Besgrove     |
| Equipo Mundial      | Lanzador derecho    | Juan José Pepe           |
| Equipo Mundial      | Receptor            | Mitchell Alexander McKay |
| Equipo Mundial      | Primera base        | Brock Attewell           |
| Equipo Mundial      | Segunda base        | Brock Cody Evans         |
| Equipo Mundial      | Tercera base        | Riley Mackenzie James    |
| Equipo Mundial      | Campo corto         | Nery Arnaldo Jr. del Cid |
| Equipo Mundial      | Jardinero izquierdo | Ryan Jacob King          |
| Equipo Mundial      | Jardinero central   | Jordan Solorio Vega      |
| Equipo Mundial      | Jardinero derecho   | Koki Sato                |
| Equipo Mundial      | Bateador designado  | Tomoki Kikukawa          |